# 草庙镇 (盐城市)
草庙镇，是中华人民共和国江苏省盐城市大丰区下辖的一个乡镇级行政单位。

## 行政区划
草庙镇下辖以下地区：
草庙社区、川东社区、庆生村、圩东村、沿河村、新场村、新东村、川竹村、东灶村、川洋村、竹港村、北灶村、丁东村、四灶村、五总村和新海村。